# (7384) 1981 TJ
(7384) 1981 TJ (1981 TJ, 1986 WH9) — астероїд головного поясу.
Тіссеранів параметр щодо Юпітера — 3,315.